# باشگاه والیبال دلیران دشتی
باشگاه والیبال دلیران دشتی یک باشگاه والیبال ایرانی حاضر در لیگ برتر والیبال ایران است که در شهرستان دشتی تأسیس شد. این باشگاه پس از ۲ سال حضور در لیگ دسته یک در سال ۹۳-۱۳۹۲ به لیگ برتر والیبال ایران صعود کرد اما بدلیل ناتوانی مالی از حضور در لیگ برتر انصراف داد.

## سازنده البسه
| لیگ  | سازنده البسه | اسپانسر پیراهن                   |
| ---- | ------------ | -------------------------------- |
| ۱۳۹۰ | مجید         | هتل هرمز - شرکت دریا پیمان بوشهر |